# Davit Kacharava

a Compétitions nationales et continentales officielles uniquement.

b Matchs officiels uniquement.
Dernière mise à jour le 31 mars 2020.
Davit Kacharava (en géorgien : დავით კაჭარავა), né le 16 janvier 1985 à Tbilissi, est un joueur géorgien de rugby à XV évoluant au poste de centre. Il a joué en équipe de Géorgie et évolué au sein de l'effectif du club du Ienisseï-STM de 2013 à 2020.

## Biographie
À l'âge de 21 ans, Davit Kacharava honore sa première cape internationale en équipe de Géorgie le 29 avril 2006 contre l'équipe d'Ukraine.
Davit Kacharava dispute régulièrement le Championnat européen des nations avec l'équipe de Géorgie, championnat que son pays gagne à plusieurs reprises en 2006-2008, 2008-2010, 2010-2012 et 2012-2014.  
Il dispute en début d'année 2005 les cinq rencontres gagnées par la Géorgie dans le cadre du championnat européen des nations de rugby à XV 2014-2016 contre l'Allemagne, le Portugal, l'Espagne, la Russie et la Roumanie, inscrivant trois essais. Contre la Russie, il parvient à éliminer plusieurs adversaires avant de marquer le premier essai de son équipe. 
Il est retenu à treize reprises pour disputer des rencontres de Coupe du monde 2007, 2011, 2015 et 2019.  
Le 11 octobre 2011, il connaît l'honneur d'être sélectionné avec le club sur invitation des Barbarians, qui affronte la sélection des South of Scotland; il est le deuxième Géorgien avec Goderdzi Shvelidze à connaître cet honneur après leur compatriote Davit Kubriashvili. 
Côté club, Davit Kacharava évolue au sein du club du Ienisseï-STM avant de jouer en France, d'abord au Rugby Nice Côte d'Azur de 2009 à 2012 en Fédérale 1 puis avec le Stade Rodez Aveyron en 2012-2013 toujours en Fédérale 1.  Il rejoint le club russe du Ienisseï-STM avec qui il est élu meilleur joueur de l'équipe de l'année 2014. Avec son club, il remporte le championnat de Russie 2014.

## Palmarès
- Vainqueur du championnat européen des nations en 2006-2008, 2008-2010, 2010-2012 et 2012-2014.
- Vainqueur du championnat de Russie 2014

## Statistiques en équipe nationale
- 122 sélections en équipe de Géorgie depuis 2006[2]
- 125 points (25 essais)
- En Coupe du monde :
  - 2007 : 2 sélections (Irlande, Namibie), 1 essai (contre la Namibie)
  - 2011 : 4 sélections (Écosse, Angleterre, Roumanie, Argentine)
  - 2015 : 4 sélections (Tonga, Argentine, Nouvelle-Zélande, Namibie)
  - 2019 : 3 sélections (Pays de Galles, Fidji, Australie)